# Топсел
То́псел (на нидерландски: top-zeil (горно ветрило)) – косо триъгълно или трапецовидно допълнително ветрило, издигано при слаб вятър над гафелното или рейковото ветрило между стенгата и гафела. На големите ветроходи със суха бизанмачта се поставя над бизана, а на малките съдове с косо въоръжение – над фока и грота.
Топсела се поставя от подветрената страна на гафелното ветрило с топсел-фал, прокаран през топа на стенгата към палубата. Шкота на топсела се прекарва през блок на нока на гафела, след това през междинен блок в района на неговата пета, и нататък към палубата. Освен с посочените въжета, топсела се държи при езелхофа с горния галс, прокаран през пикел на топа на мачтата, и се подтяга надолу от долен галс, закрепен на клеми (утки) на мачтата. При дълги галсове по време на лавировка топсела се сваля преди поворота и се вдига отново по вятъра. При лавировка с кратки галсове топсела често се оставя там, където е, примирявайки се с известна загуба на тяга, поради влошаването на аеродинамиката.